# Milorg

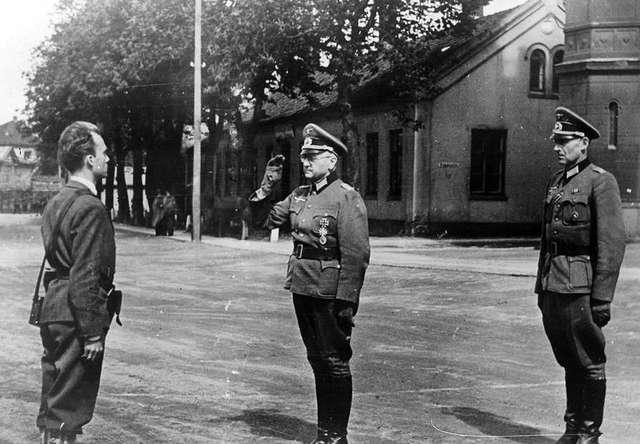
11. Mai 1945: Übergabe der Festung Akershus an den Milorgoffizier Terje Rollem durch Wilhelm Nichterlein, Major der Wehrmacht, und seinen Adjutanten Hamel

Milorg (ein Akronym von militær organisasjon, Norwegisch für „Militärorganisation“) war die größte norwegische Widerstandsgruppe im Zweiten Weltkrieg.
Die Widerstandsaktivitäten beinhalteten geheime Treffen, Sabotage, Nachschubaktionen, Überfälle, Spionage, den Transport importierter Güter, Freilassung norwegischer Gefangener sowie die Eskortierung von Bürgern, die über die Grenze ins neutrale Schweden fliehen wollten.
Nach der deutschen Besetzung Norwegens im April 1940 wurde im Mai 1941 Milorg gegründet, um die einzelnen Widerstandsgruppen in einer militärischen Widerstandsorganisation zu bündeln. Zunächst war Milorg nicht mit der britischen Special Operations Executive (SOE) koordiniert, welche Widerstandsgruppen in besetzten Ländern gründete oder unterstützte. Im November 1941 wurde Milorg ins Oberkommando der norwegischen Exilregierung in London integriert, wo sie mit der Abteilung FO. IV zusammenarbeitete, die Sabotageakte plante und durchführte; der britische Gegenpart SOE arbeitete aber immer noch unabhängig. Diese fehlende Koordination führte zu einigen tragischen Zwischenfällen und zu einer Verbitterung in den Reihen der Milorg. Ende 1942 änderte die SOE ihre Strategie, seitdem wurden die Bemühungen der Milorg und der SOE koordiniert.
Milorg war in einen Rat (norw.„rådet“) sowie 14 Distrikte (norw. „distrikter“) gegliedert; Oslo war Distrikt 13.
Hauptsächlich aus Angst vor Vergeltungsaktionen wie dem Massaker von Telavåg hielt sich die Milorg zunächst zurück. Mit dem Voranschreiten des Krieges jedoch wurde sie aktiver, vor allem nachdem Jens Christian Hauge zum Führer wurde.
Bis zur deutschen Kapitulation am 8. Mai 1945 konnte Milorg 40.000 Soldaten trainieren und bereitstellen. Sie stabilisierte Norwegen in dieser kritischen Zeit.

## Bekannte Mitglieder
- Ole Berg
- Lorentz Brinch
- Jens Christian Hauge
- Oliver H. Langeland
- Terje Rollem
- Arnold Rorholt
- Hjalmar Steenstrup